# Bogorodica (Gevgelija)
Bogorodica (macedónul: Богородица) település Észak-Macedóniában, a Délkeleti körzet Gevgelijai járásában.

## Népesség
| Lakosok száma | 616  | 663  | 821  | 894  | 960  | 1011 | 1001 | 896  |
|               | 1948 | 1953 | 1961 | 1971 | 1981 | 1991 | 2002 | 2021 |

2002-ben 1001 lakosa volt, akik közül 975 macedón, 18 szerb, 7 vlach és 1 egyéb nemzetiségű.